# Adama Tamboura
Adama Tamboura (født 18. maj 1985 i Bamako) er en fodboldspiller fra Mali, der sidst spillede for Hobro IK i Superligaen. Før dette var han bl.a. i Randers FC.